# Чэнь Яньянь (актриса)
Чэнь Яньянь (陳燕燕), настоящее имя Чэнь Цяньцянь (陳茜茜; 12 января 1916, Нинбо, пров. Чжэцзян — 7 мая 1999 года), также известная по прозвищам 南国乳燕, 美丽的小鸟, 误坠春梦 — китайская актриса, работавшая в китайском, гонконгском и тайваньском кино, а также на телевидении в 1930—1990-х годах. Лауреат нескольких призов за лучшую женскую роль второго плана Азиатско-тихоокеанского кинофестиваля.

## Биография и карьера
Чэнь Цяньцянь родилась 12 января 1916 года (по другой версии, 25 февраля 1915 года) в Нинбо в традиционной семье аристократического маньчжурского происхождения (одного из кланов «жёлтого знамени») родом из Пекина. Впоследствии семья вернулась в Пекин.
Девочка училась в пекинской католической Школе Святейшего Сердца для девочек, но с ранней юности мечтала о кино. Когда в 1930 году режиссёр Сунь Юй новообразованная гонконгско-шанхайская кинокомпания «Ляньхуа» (образованная слиянием студии одного из пионеров китайского кино Ли Миньвэя «Миньсинь», «Дачжунхуа Байхэ», «Шанхай Инси» и «Сянгун Инъе») стал снимать в Пекине фильм Spring Dream in the Old Capital (故都春夢) со звёздами Жуань Линъюй и Линь Чучу в двух главных женских ролях, девушка ежедневно после школы приходила на съёмочную площадку, подолгу наблюдая за съёмками. Она обратила на себя внимание другого режиссёра студии Цай Чушэна, также регулярного посещавшего съёмки, который и представил её съёмочной группе.
По предложению Сунь Юя девушке уже на следующий день была сделана «проба» хотя бы на уровне статистки/эпизода — в роли одной из флиртующих с прохожими девиц, на фоне которых Жуань Линъюй в роли проститутки общалась с персонажем-клиентом. Эпизод был удалён при монтаже, так как 14-летняя Чэнь выглядела слишком юно для тематики фильма, однако этот опыт убедил начальство студии в её потенциале для реального освоения актёрской профессии.
Чэнь Цяньцянь было сделано предложение присоединиться к студии, однако это встретило противодействие её родителей. В то время как мать удалось убедить достаточно быстро, традиционно воспитанный и управляющий своей семьёй отец Цяньцянь в течение долгого времени не хотел и слушать о таком выборе. В перемене им мнения сыграли роль уговоры сотрудников студии, включая Линь Чучу, известной в ряде ролей верных жён и заботливых матерей. Тем не менее, разрешение идти в актёрство было дано им дочери с четырьмя строгими условиями: (1) она не должна использовать в кино своё настоящее имя, (2) при общении дома/с родными она не должна говорить о своей работе, (3) она отказывается от любых претензий на наследство от семьи, и (4) она не должна делать ничего, что могло бы навредить семье. Кроме того, отец девушки отказался подписывать контракт со студией, так что юная актриса, не имея сама права на подпись из-за несовершеннолетия, в течение нескольких лет была вынуждена работать без формально заключённого контракта, рискуя при любом конфликте со студией остаться и без семьи, и без других средств к существованию. Это, однако, не поколебало её уверенности, и вскоре девушка в сопровождении матери отправляется к месту основного базирования студии в Шанхай. Её профессиональным именем, с сохранением фамилии, становится «Яньянь» (燕燕, «Ласточка», также с намёком на пекинское происхождение по поэтическому названию города Яньцзин), предложенное главой студии Ли Миньвэем.
Уже в следующем своём фильме — комедийной короткометражке «Самоубийственный контракт» — в том же году и практически не имея ещё актёрского опыта, Чэнь Яньянь удостаивается попадания в титры, а к четвёртому фильму в (A Spray of Plum Blossoms, адаптации «Двух веронцев» Шекспира, где она играла служанку А Цяо, соотв. Лючетте в первоисточнике) игра юной актрисы собрала достаточно положительных зрительских отзывов, чтобы студия попробовала её в первой ведущей роли.
Первым её «собственным» фильмом становится драма Springtime in the South по сценарию и с режиссурой Цай Чушэна, где Чэнь Яньянь играла трагическую героиню. Наконец, сыгранная ей в «Большой дороге» (1934) роль мечтательной Динсян становится её «пропуском в звёзды». Чэнь Яньянь становится одной из «четырёх дань» (ведущих актрис) кинокомпании, дополнив Жуань Линъюй, Ван Жэньмэй и Ли Лили, и снимается на ней до 1937 года (когда ряд шанхайских студий были закрыты при японской оккупации) в 24 кинокартинах, большей частью немых или «полунемых», но успев попробовать себя на этом этапе и в двух звуковых фильмах. Большинство сыгранных в это время ролей относится к образу «привлекательной юной девушки, только начинающей осознавать собственную чувственность».
После закрытия «Ляньхуа», и в течение большей части Второй японо-китайской войны Чэнь Яньянь остаётся в Шанхае. В 1938 году она устраивается на кинокомпанию «Синьхуа», где также вскоре становится одной из «четырёх дань» студии (три других — Юань Мэйюнь, Чэнь Юньшан и Гу Ланьцзюнь) и успешно продолжает сниматься в тренде трагических героинь, приобретая на каком-то этапе прозвище «Королева трагедии».
Ещё с самого начала работы на киностудию «Ляньхуа» Яньянь знакомится и вступает в романтические отношения с главным оператором студии Хуан Шаофэнем (黃紹芬, он же Вон Сиуфань), однако из-за концентрации обоих молодых людей на кинематографической карьере оформление их отношений откладывается практически до военных лет. У них рождается дочь — будущая актриса Вон Тиньлай/Тереза Вонг (王天麗) — однако в конечном итоге оба осознают, что семейная жизнь не складывается, и расторгают брак по обоюдному согласию.
После конца Второй мировой актриса возвращается в Пекин для съемок фильма He Looks Like A Shadow (神出鬼没), где знакомится и начинает вторую романтическую связь со своим партнёром по фильму, актёром и режиссёром Ван Хао (王豪; ряд источников называют его вторым мужем Яньянь, однако она позднее утверждала, что их сожительство не было официально зарегистрировано как брак). В 1949 году, незадолго до победы сил КПК в гражданской войне в Китае, они вместе перебираются в Гонконг и продолжают сниматься там. Ван Хао и Чэнь Янь вместе организуют собственную киностудию Hoiyin Film Company (букв. «Буревестник»), но она распадается около 1954—1955 года после всего нескольких снятых картин вместе с их сожительством, когда Чэнь Яньянь обнаруживает неверность партнёра. После второго неудачного опыта Яньянь даёт себе клятву более не вступать в романтические связи и до конца жизни живёт одна либо вместе с дочерью.
С 1950-х годов актриса переходит на зрелые, часто материнские роли, став одной из основных второплановых гонконгских и тайваньских актрис этого амплуа и заработав за конец 1950-х — начало 1960-х годов несколько номинаций и призов за лучшую женскую роль второго плана.
С середины 1970-х годов Чэнь Яньянь уходит из большого кино, продолжая до начала 1980-х сниматься на Тайване в телефильмах и мини-сериалах, потом окончательно уходит на покой и живёт вместе с дочерью. На рубеже 1980—1990-х годов пожизненные заслуги актрисы перед кинематографом региона удостаиваются спецприза фестиваля Golden Horse. Последней её экранной работой становится участие в качестве самой себя в форме интервью в биографическом фильме Стэнли Квана «Главная сцена» 1994 года о её давней коллеге Жуань Линъюй.
Чэнь Яньянь умерла в 83-летнем возрасте в мае 1999 года.

## Номинации и награды
Азиатско-тихоокеанский кинофестиваль
- 1957 (4-й фестиваль) — «Золотой Лотос» — приз за лучшую женскую роль второго плана
- 1961 (8-й фестиваль) — «Reunion» (音容劫, Тайвань) — приз за лучшую женскую роль второго плана

Тайбэйский кинофестиваль Golden Horse
- 1989 — спецприз (за совокупность заслуг в кинематографе)[3]

Один из ранних немых кинолент с Чэнь Яньянь в одной из главных ролей «Большая дорога» (1934) была впоследствии включена в списки ста лучших фильмов китайского региона по версии Asia Weekly Magazine (в календарном порядке) и оргкомитета Hong Kong Film Awards (на 30-й позиции).

## Фильмография
(пока приведены только киноработы, причем возможна неполнота и по ним — ведется поиск и дополнение)

### Фильмы 1930-х годов

#### Немые фильмы
| Год  | Китайские названия | Транскрипции         | Международные названия                                  | Русские названия или Смысловые переводы оригинала | Роли      | Доступ-ность |
| ---- | ------------------ | -------------------- | ------------------------------------------------------- | ------------------------------------------------- | --------- | ------------ |
| 1930 | 故都春夢           | Gù dū chūn mèng      | Spring Dream in the Old Capital                         | букв. Весенние сны старой столицы                 |           |              |
| 1930 | 自杀合同           | Zìshā hétóng         | A Suicide Agreement                                     | букв. Самоубийственный договор                    |           |              |
| 1931 | 銀漢雙星           | Yín hàn shuāng xīng  | An Actor and an Actress / Two Stars in the Milky Way    |                                                   | актриса   | DVD          |
| 1931 | 戀愛與義務         | Liànài yù yìwù       | Love and Duty                                           | букв. Любовь и долг / Любовь и дело               | Пин Эр    |              |
| 1931 | 一剪梅             | Yī jiǎn méi          | A Spray of Plum Blossoms                                |                                                   | А Цяо     | DVD          |
| 1932 | 南國之春           | Nán guó zhī chūn     | Story of the South / Spring in the South                | букв. Весна в южном краю                          | Ли Сяохун | DVD          |
| 1932 | 續故都春夢         | Xù gù dū chūn mèng   | Another Dream of the Ancient Capital                    | букв. Продолжение весенних снов старой столицы    |           |              |
| 1932 | 共赴國難           | Gòng fù guó nán      | Answering the Nation’s Call                             |                                                   |           |              |
| 1932 | 奮鬥               | Fèndòu               | The Striving                                            | букв. Борьба                                      |           |              |
| 1932 | 人道               | Réndào               | Conscienceless                                          | букв. Человечность                                |           |              |
| 1933 | 三個摩登女性       | Sān gè módēng nǚxìng | Three Modern Women                                      | букв. Три современных/модерновых женщины          |           |              |
| 1933 | 母性之光           | Mŭ xìng zhī guāng    | The Sunshine of Mother / The Light of Maternal Instinct | букв. Свет материнства                            | Сяомэй    | DVD          |
| 1933 | 除夕               | Chúxī                | New Year’s Eve                                          | букв. Канун нового года                           |           |              |
| 1934 | 大路               | Dà lù                | The Highway / The Big Road                              | букв. Большая дорога                              | Дин Сян   | DVD          |
| 1934 | 骨肉之恩           | Gǔròu zhī ēn         | The Kindred Feelings                                    | букв. Кровная/семейная любовь                     |           |              |
| 1934 | 鐡鳥               | Tiě niǎo             | The Iron-bird                                           | букв. Железная птица                              |           |              |
| 1934 | 暴雨梨花           | Bàoyŭ lí huā         | Pear Flowers in Rainstorm                               | букв. Цветы груши под ливнем                      |           |              |

#### Ранние звуковые фильмы
| Год  | Китайские названия    | Транскрипции                             | Международные названия            | Русские названия или Смысловые переводы оригинала | Роли     | Доступ-ность |
| ---- | --------------------- | ---------------------------------------- | --------------------------------- | ------------------------------------------------- | -------- | ------------ |
| 1935 | 蛇蝎美人              | Shé xiē měirén                           | Women as Vipers / The Evil Beauty | букв. Красотка-ядовитая тварь                     |          |              |
| 1935 | 天倫                  | Tiānlún                                  | Song of China                     | букв. Небесный порядок                            | невестка |              |
| 1935 | 寒江落雁              | Hánjiāng luò yàn                         | Settle Down by the Hanjiang River | букв. Гуси опускаются на (реку) Ханьцзян          |          |              |
| 1936 | 孤城烈女              | Gū chéng liè nǚ                          | A Girl in an Isolated City        |                                                   | Чэнь Ии  | DVD          |
| 1937 | 聯華交響曲 / 春归梦断 | Liánhuá jiāoxiǎngqū / Chūn guī mèng duàn | Lianhua Symphony                  | букв. Симфония Ляньхуа                            |          | DVD          |
| 1937 | 春到人間              | Сhūn dào rénjiān                         | Spring Comes to Everywhere        | букв. Везде наступает весна                       |          | DVD          |
| 1937 | 慈母曲                | Сí mǔ qǔ                                 | Song of Kind Mother               | букв. Песня доброй/любящей матери                 |          | DVD          |
| 1937 | 自由天地              | Zìyóu tiāndì                             | Freedom of Heaven and Earth       | букв. Свобода земли и неба                        |          |              |
| 1937 | 新舊時代              | Xīn jiù shídài                           | New and Old Times                 | букв. Новая и старая эпоха                        |          |              |
| 1937 | 藝海风光（第二段）    | Yì hǎi fēngguāng (dìèr-duàn)             | Vistas of Art                     | букв. Искусство морского ландшафта/пейзажа (ч.2)  |          |              |
| 1938 | 乞丐千金              | Qǐgài qiānjīn                            | A Beggar Girl                     | букв. Нищенка                                     |          |              |
| 1938 | 雷雨                  | Léiyǔ                                    | Thunderstorm                      | букв. Гроза                                       |          | TV-Rip       |
| 1938 | 四潘金莲              | Sì Pān Jīnlián                           | Four Concubines                   | букв. Четыре Пань Цзиньлянь                       |          |              |
| 1939 | 琵琶記                | Pípá jì                                  | A Legendary Pipa                  | букв. Записки о пипе                              |          |              |
| 1939 | 生死恨                | Shēngsǐ hèn                              | Regrets of Life and Death         | букв. Ненависть не на жизнь, а на смерть          |          |              |
| 1939 | 白蛇传                | Báishézhuàn                              | The White Snake                   | трад. Легенда о Белой Змее                        |          |              |

### Фильмы 1940—1950-х годов
| Год  | Китайские названия | Транскрипции        | Международные названия                | Русские названия или Смысловые переводы оригинала  | Роли          | Доступ-ность |
| ---- | ------------------ | ------------------- | ------------------------------------- | -------------------------------------------------- | ------------- | ------------ |
| 1940 | 隋宫春色           | Suí Gōng chūnsè     | Legend of Sui Dynasty                 | букв. Весенний пейзаж суйского двора               |               |              |
| 1940 | 花魁女             | Huā kuí nǚ          | The Flower Girl                       |                                                    |               |              |
| 1940 | 杜十娘             | Dù shí niáng        | Du Shiniang                           |                                                    |               |              |
| 1940 | 女鬼               | Nü guǐ              | A Ghost                               | букв. Женщина-призрак                              |               |              |
| 1941 | 铁窗红泪           | Tiěchuāng hóng lèi  |                                       |                                                    |               |              |
| 1941 | 家                 | Jiā                 | The Family / Home                     | букв. Семья / Дом                                  | Мин Фэн       | VCD          |
| 1942 | 标准夫人           | Biāozhǔn fūrén      | Standard Lady                         |                                                    |               |              |
| 1942 | 洞房花烛夜         | Dòngfáng huā zhú yè | The Wedding Night                     |                                                    |               |              |
| 1942 | 蝴蝶夫人           | Húdié fūrén         | Butterfly                             | трад. Мадам Баттерфляй                             |               |              |
| 1942 | 博愛               | Bó'ài               | Compassion                            | букв. Братская любовь                              |               |              |
| 1942 | 芳華虚度           | Fāng huá xū dù      | The Long Years                        |                                                    |               |              |
| 1943 | 两地相思           | Liǎng de xiāngsī    |                                       |                                                    |               |              |
| 1947 | 不了情             | Bù liǎo qíng        | Unending Love / Unforgottable Feeling | букв. Бесконечная любовь                           | Юй Цзяинь     | DVD          |
| 1947 | 龙凤花烛           | Lóng fèng huā zhú   |                                       |                                                    |               |              |
| 1948 | 天魔劫             | Tiān mó jié         | Destruction                           |                                                    |               |              |
| 1948 | 神出鬼没           | Shénchū guǐmò       | He Looks Like A Shadow                | букв. Неуловимый / Тайно появляющийся и исчезающий | шпионка       |              |
| 1948 | 深闺疑云           | Shēn guī yí yún     | Suspect from Husband                  |                                                    |               |              |
| 1952 | 巫山夢迴           | Wūshān mèng huí     | A Lingering Dream                     | букв. Ушаньские грёзы                              |               |              |
| 1953 | 戀歌               | Liàn gē             | Love Song                             | букв. Песня любви                                  | Гэ Пин        |              |
| 1954 | 海角芳魂           | Hǎijiǎo fāng hún    | Shadows of Love                       |                                                    | Хэ Ичунь      |              |
| 1956 | 長巷               |                     | The Long Lane                         | букв. Длинный переулок                             | Лань Чжэнь    |              |
| 1957 | 錦繡前程           | Jǐnxiù qiánchéng    | Teenagers Folly                       | букв. Прекрасное будущее/перспективы               | Чжан Цзячжэнь |              |
| 1957 | 金蓮花             | Jīn Liánhuā         | Golden Lotus                          | букв. Золотой Лотос / Цзинь Ляньхуа (имя)          |               | DVD          |

### Фильмы 1960-х годов
| Год  | Китайские названия    | Транскрипции                            | Международные названия                                | Русские названия или Смысловые переводы оригинала        | Роли                | Доступ-ность |
| ---- | --------------------- | --------------------------------------- | ----------------------------------------------------- | -------------------------------------------------------- | ------------------- | ------------ |
| 1960 | 苦兒流浪記            | Kǔ ér liúlàng jì                        | Nobody’s Child                                        | Без семьи                                                | приёмная матушка Ло |              |
| 1960 | 鐵蹄下 / 熱血兒女     | Tiě tí xià / Rè xuè érnǚ                | The Iron Hoof of Oppression / The Collaborator        | букв. Железное копыто опускается / Дети с горячей кровью | Юй Иин              |              |
| 1960 | 音容劫                | Yīnróng jié                             | Reunion                                               |                                                          |                     |              |
| 1963 | 梁山伯與祝英台        | Liáng Shānbó yǔ Zhù Yīngtái             | The Love Eterne                                       | букв. Лян Шаньбо и Чжу Интай (имена)                     | мать Чжу Интай      | DVD          |
| 1963 | 為誰辛苦為誰忙        | Wéi shuí xīnkǔ wéi shuí máng            | Bitter Sweet                                          |                                                          | госпожа Ло          |              |
| 1963 | 閻惜姣                | Yán Xījiāo                              | Three Sinners                                         | букв. Янь Сицзяо (имя)                                   | мать Янь Сицзяо     | DVD          |
| 1964 | 故都春夢 / 新啼笑因緣 | Gù dōu chūn mèng / Xīn tí xiào yīn yuán | Between Tears and Smiles / Between Tears and Laughter | букв. Сны древней столицы / Слезы и смех судьбы          | мать Шень Фэншиань  | DVD          |
| 1964 | 花木蘭                | Huā Mùlán                               | Lady General Hua Mulan                                | Мулан / букв. Хуа Мулань (имя)                           | мать Мулань         | DVD          |
| 1964 | 血手印                | Xuè shǒu yìn                            | The Crimson Palm                                      | букв. Кровь на руках                                     | мать Линь Чжаодэ    | DVD          |
| 1965 | 蝴蝶盃                | Húdié bēi                               | The Butterfly Chalice                                 | букв. Кубок с бабочками                                  | госпожа Тянь        | DVD          |
| 1965 | 大地兒女 / 英勇游擊隊 | Dàdì érnǚ / Yīngyǒng yóujīduì           | Sons of Good Earth / The Fighting Guerilla            | букв. Дети Родины / Героические партизаны                | госпожа Тянь        | DVD          |
| 1965 | 萬古流芳              | Wàn gŭ liú fāng                         | The Grand Substitution                                | Великая подмена / букв. Останется славен в веках         | жена врача Чэн Ина  | DVD          |
| 1965 | 寶蓮燈                | Băo lián dēng                           | The Lotus Lamp                                        | букв. Драгоценный лотосовый светильник                   | мать Цю Эра         | DVD          |
| 1965 | 西廂記                | Xī xiāng jì                             | The West Chamber                                      | трад. Западный флигель                                   | госпожа Цуй         | DVD          |
| 1966 | 藍與黑                | Lán yǔ hēi                              | The Blue and the Black (1,2)                          | почти букв. Лазурь и тьма (1,2)                          | тётя Цзи            | DVD          |
| 1966 | 歡樂青春              | Huānlè qīngchūn                         | The Joy of Spring                                     | букв. Радость юности                                     | (камео)             |              |
| 1967 | 蘭姨                  | Lán yí                                  | Auntie Lan                                            | букв. Тётя Лань                                          | мать Цзян Вэньлань  | DVD          |
| 1967 | 觀世音                | Guānshìyīn                              | The Goddess of Mercy                                  | букв. Гуаньшиинь (вариант имени Гуаньинь)                | императрица         | DVD          |
| 1967 | 烽火萬里情            | Fēnghuŏ wàn lĭ qíng                     | Too Late For Love                                     | Поздно любить                                            | тётя Чэнь Суфэнь    | DVD          |
| 1967 | 黛綠年華              | Dài lǜ nián huá                         | Four Sisters                                          |                                                          | мать Ло Ланьсинь    | VHS          |
| 1967 | 星月爭輝              | Xīng yuè zhēng huī                      | Sing High, Sing Low                                   |                                                          |                     | DVD          |
| 1967 | 獨臂刀                | Dú bì dāo                               | One-Armed Swordsman                                   | Однорукий меченосец / Однорукий воин                     | жена Ци Жуфэна      | DVD          |
| 1967 | 船                    | Chuán                                   | My Dream Boat                                         | букв. Лодка/корабль                                      | мать Тан Кэшинь     | DVD          |
| 1968 | 春暖花開              | Chūn nuǎn huākāi                        | Spring Blossoms / Flower Blossoms                     | букв. Тепло весны раскрывает цветы                       | госпожа Чэнь        | DVD          |
| 1969 | 死角                  | Sǐjiǎo                                  | Dead End                                              | воен. термин Мёртвый угол                                | мать Чжан Чуня      | DVD          |
| 1969 | 三笑                  | Sān xiào                                | The Three Smiles                                      | букв. Три улыбки                                         | госпожа Хуа         | DVD          |

### Фильмы 1970—1990-х годов
| Год  | Китайские названия | Транскрипции                 | Международные названия                       | Русские названия или Смысловые переводы оригинала | Роли                     | Доступ-ность |
| ---- | ------------------ | ---------------------------- | -------------------------------------------- | ------------------------------------------------- | ------------------------ | ------------ |
| 1970 | 女俠賣人頭         | Nǚxiá mài réntóu             | Heads for Sale                               |                                                   | мать Ло Хунсюня          | DVD          |
| 1970 | 餓狼谷             | È láng gǔ                    | Valley of the Fangs                          | букв. Долина голодных волков                      | жена Сун Юаня            | DVD          |
| 1971 | 怕老婆是大丈夫     | Pà lǎopo shì dàzhàngfu       | It Takes a Man to Be Henpecked               |                                                   |                          |              |
| 1971 | 千萬人家           | Qiānwàn rénjiā               | Sons and Daughters                           | букв. Миллионы семей                              |                          |              |
| 1972 | 小毒龍             | Xiǎo dú lóng                 | The Young Avenger                            |                                                   | сестра Ли Куя            | DVD          |
| 1972 | 群英會             | Qún yīng huì                 | Trilogy of Swordsmanship (Ep.2: The Tigress) | Трилогия о меченосцах                             | госпожа Ли               | DVD          |
| 1972 | 娃娃夫人           | Wáwa fūrén                   | The Merry Wife / Child Wife                  | букв. Супруга-дитя                                | бабушка Жэньжэнь         | DVD          |
| 1972 | 落葉飛刀           | Luò yè fēi dāo               | The Deadly Knives / Fists of Vengeance       | букв. Листопад клинков                            | мать Цзяоцзяо            | DVD          |
| 1972 | 十四女英豪         | Shísì Nǚ Yīngháo             | The 14 Amazons                               | 14 амазонок / букв. 14 героинь                    | 1-я госпожа Гэн Цзиньхуа | DVD          |
| 1972 | 雨中花             | Yǔ zhòng huā                 | Flower in the Rain                           | букв. Цветок / цветы под дождём                   | мать Юань Пина           | DVD          |
| 1973 | 小老虎             | Xiǎo lǎohǔ                   | The Young Tiger                              | букв. Молодой тигр                                | мать Тигра               | DVD          |
| 1974 | 一網打盡           | Yī wǎng dǎ jìn               | The Thunder Kick / Dragon from Shaolin       |                                                   | мать главного героя      | DVD          |
| 1978 | 螳螂醉虎無影腳     | Tángláng zuìhǔ wúyǐngjiǎo    | Mantis Combat                                |                                                   |                          | DVD          |
| 1982 | 黑圈套             | Hēi quāntào                  | Dark Trap                                    | букв. Тёмная / тайная / злодейская западня        |                          |              |
| 1984 | 頤園飄香           | Yí yuán piāo xiāng           | The Warmth of an Old House                   |                                                   |                          |              |
| 1992 | 阮玲玉             | Ruǎn Língyù / Yun5 Ling4yuk6 | Center Stage / Actress                       | Главная сцена / букв. Жуань Линъюй (имя)          | сама себя (интервью)     | DVD          |

### Участие в качестве продюсера
- 1957 — Love Fiesta / Love Crazy (春色無邊)
- 1961 — Shark of the Pacific (大平洋之鯊)

## Дополнительные литература и публикации
- И Цю. 「美麗的小鳥？？燕燕」 (кит.) // 時代電影. — 5 декабря 1934. — Vol. 1, 第7数.
- Чэнь Яньянь. 「水銀燈下」 (кит.) // 藝聲. — июнь 1935. — Vol. 1, 第1数.
- Ван Лэнчан. 「歌星百詠？？陳燕燕」 (кит.) // 電影話劇. — 1 марта 1949. — Vol. 2, 第15数.
- 「陳燕燕答讀者問」 (кит.) // 電影雜誌. — 21 марта 1949. — 第36 数.
- Цян Цян. 「近一年來的香港影劇界：王豪與陳燕燕為什麼不肯來台灣」 (кит.) // United Daily News (UDN)[англ.]. — Тайбэй, Тайвань, 13-14 ноября 1954. — 第6 页.
- 「影星陳燕燕 飲冰南投縣‧往日燕瘦今成環肥」 (кит.) // UDN. — 7 июля 1956. — 第5 页.
- 「資深影人王豪病逝」 (кит.) // UDN. — 17 декабря 1991. — 第26 页.
- Сюй Чжэнцинь. 「她，戲癮不減當年—陳燕燕：最近都忙著生病」 (кит.) // UDN. — 2 декабря 1993. — 第22 页.
- Е Хуэйлань. 「八十歲了，陳燕燕仍不言退」 (кит.) // UDN. — 10 марта 1995. — 第21 页.
- 《超前與跨越：胡金銓與張愛玲》. — Hong Kong International Film Festival[англ.], 1998. — P. 171. — 190 p. — ISBN 9789627040637.
- 《星光魅影》编写组. 《星光魅影: 上世纪前半叶电影明星自述》. — Шанхай, КНР: 上海科學技術文獻出版社, 2004. — P. 143-164. — 218 p.
- Law Kar, Frank Bren, Sam Ho. Sweet Birds of Youth: Chen Yanyan (1916—2000) // Hong Kong Cinema: A Cross-cultural View. — Scarecrow Press, 2004. — P. 249-250. — ISBN 9780810849860.
- 陈燕燕 // 昨夜星光燦爛: 民國影壇的28位巨星. — Showwe Information, 2008. — Vol. 2. — P. 16-27. — 216 p. — ISBN 978-986-221-079-6.
- Paul G. Pickowicz, Yap Soo Ei. Single women and the men in their lives: Zhang Ailing and postwar visual images of the big metropolis // Visualising China, 1845-1965: Moving and Still images in Historical Narratives. — Leiden, Netherlands: Koninklijke Brill NV, 2013. — P. 439. — 504 p. — ISBN 978-90-04-23375-1.